# Zdeněk Adamec
Zdeněk Adamec (1984 – 6. března 2003, Praha) byl student z Humpolce, který se ve svých 19 letech ve čtvrtek 6. března 2003 kolem půl osmé ráno upálil v Praze na Václavském náměstí na terase Národního muzea, hořící tělo dopadlo k památníku Jana Palacha.
Případ vyvolal neobvyklý zájem médií a politiků a média se zabývala dopisem na rozloučenou, v němž se Adamec hlásil k sebevraždám Jana Palacha a Jana Zajíce. Mnoho lidí na místo jeho upálení pokládalo květiny, vzkazy a zapálené svíčky. V médiích i vyjádřeních politiků byl s několika následujícími případy sebevražd spojován do jedné vlny, o které mnozí hovořili jako o důkazu špatného stavu společnosti, s čímž jiní (například prezident republiky Václav Klaus, který složil den poté prezidentský slib) veřejně polemizovali.

## Osobnost a život
Podle vyprávění spolužáků působil Zdeněk Adamec jako introvert. Podle ředitele základní školy v Humpolci Pavla Bílka byl samotářský, ve školním kolektivu spíše neúspěšný a fyzicky neatraktivní a nešikovný, ale úspěšný v technických předmětech a zjevně inteligentní a sečtělý. Byl jedináčkem. Neúspěšně se hlásil na policejní střední školu, studoval nejprve na střední průmyslové škole v Jihlavě, poté přešel na strojní průmyslovou školu v Pelhřimově, kde byl v době činu žákem druhého ročníku.
Na internetu vystupoval pod nickem „Sataník“. Pod tímto jménem provozoval Web Sataník, který se věnoval takzvanému darkingu čili darkerství, tedy odpojování elektřiny z recese a pro zábavu. Web byl později odstraněn, je však dostupný v archivu.
Sataník na svých stránkách například zmiňoval, jak odpojoval světlo před svým domem, aby ho v noci nebudilo. Na jeho stránkách byl citát: „Takové hrátky s elektrikou, s vysokým napětím…ohromná záře, jiskry, zkraty vysokého napětí co jsou vidět kilometry daleko“.
Společnost ČEZ a.s. však podala podnět k prošetření provozovatele stránek.[zdroj?] V únoru 2003 policie obvinila Zdeňka Adamce z podněcování útoků na veřejná zařízení. Adamcův otec se domníval, že právě postup policie dohnal Zdeňka Adamce k sebevraždě, vyšetřovatel však tvrdí, že nijak naléhat nemusel a že s ním mladík bez problémů spolupracoval a přiznal se.
V dopise na rozloučenou, který nadepsal Akce Pochodeň 2003, odsuzuje konzumní způsob života. Hlásí se k odkazu Palacha a Zajíce, staví se proti současnému politickému uspořádání. Všímá si přitom ekologických témat, hospodaření s odpadem a chce prosadit „totální demokracii“. V dopise podle sdělení policejního vyšetřovatele ke svým darkerským aktivitám uvedl, že jej jakási teroristická organizace využila a že má pocit, že byl něčím ovládán. Distancoval se od těchto aktivit a uvedl, že se stal obětí spiknutí jistých skupin lidí, jejichž texty pouze umisťoval na internet.

## Společenské reakce

### Vyjádření psychologů
Přestože v dopise na rozloučenou Adamec zdůraznil: „Neudělejte ze mě blázna!“, jeho darkerská minulost i osobní nevyrovnanost výslovně přiznaná v dopise vedly k diskusím o jeho psychickém zdraví.
Psycholožka Policejní akademie Ludmila Čírtková se k případu pro noviny vyjádřila, že pro osobnost lidí, kteří volí sebevraždu upálením, je typická dominance černobílého vidění světa, tzv. tunelové vidění spočívající v zaměření na jedinou myšlenku, a intenzivní prožívání emocí. Domnívá se, že takový čin vypovídá o stavu celé společnosti.
Tibor Mikloš, primář jednoho z oddělení Psychiatrické léčebny Bohnice, v souvislosti s případem pro média uvedl, že velké množství doléhajících bezvýchodných a tíživých problémů, mezi něž patří i otázky soužití mezi lidmi a stavu společnosti, mohou vyústit v chorobnou depresi.
Médii univerzálně využívaný psycholog Karel Humhal v rozhovoru pro Radiožurnál potvrdil, že i kdyby se u Adamce jednalo o psychickou nemoc, jeho čin přesto vypovídá o stavu celé společnosti.

### Vlna sebevražd a politické ohlasy
Později v roce 2003 došlo k upálení dalších lidí, mezi nimi i studentů i lidí psychicky nemocných či jinak na okraji společnosti, různého věku. V některých případech uvedeným důvodem byla nespokojenost s uspořádáním společnosti nebo agrese USA v Iráku.
Josef Brož, předseda sdružení Děkujeme, odejděte, vztáhl případ krátce po upálení k osobě Václava Klause: „Cynismus Václava Klause stojí symbolicky za touto smrtí.“ Na sérii březnových sebevražd reagoval začátkem dubna Václav Klaus otevřeným dopisem, v němž vyzval k hledání lepších cest ke zlepšení světa a k odpovědnějšímu nakládání se životem.
Na 6. březen 2007 inzerovala blíže nespecifikovaná skupina na webu CzechTek WebLog tzv. „Pochod upálenců, lampionový průvod k památce Zdeňka Adamce, který položil život za naši budoucnost“. Akce neměla v médiích významný ohlas.

### Ohlasy v umění
Zdeňka Adamce zmiňuje písničkář Pepa Nos v písni Čest, pravda, talent ve větě „Čest, pravda, talent a dary od Boha se v týdle zemi, holka, nevyplácí. Kdo tohle má, nakonec, jako Zdeněk Adamec, všechno ztrácí.“ Píseň byla zařazena na albu Bojové písně, které vyšlo v roce 2006. Písničkářka Dáša Vokatá má na svém albu Bojovníci snů píseň nazvanou přímo Zdeněk Adamec. Český literární autor, který si říká Induan, ve své sbírce poezie „Bláznova kolébka“ věnoval Zdeňku Adamci po jeho činu báseň „Pochodeň 2003“ (uveřejněné i s věnováním a poselstvím světu na induan.czweb.org a samostatně na www.pismak.cz).
Zdeňku Adamcovi se v knize Gottland věnoval polský novinář Mariusz Szczygiel v kapitole „Film se musí točit“, ve které se prolínaly životní příběhy Adamce a Jaroslavy Moserové.
Nositel Nobelovy ceny za literaturu 2019 Peter Handke vytvořil divadelní hru Zdeněk Adamec, která měla premiéru u příležitosti 100. Salcburského festivalu v roce 2020.